# Sphallomorpha biplagiata
Sphallomorpha biplagiata – gatunek chrząszcza z rodziny biegaczowatych i podrodziny Pseudomorphinae.
Gatunek ten opisany został w 1867 roku przez F. de Laporte de Castelnau.
Zdolny do lotu drapieżnik. Okazjonalnie przylatuje do światła nocą.
Gatunek endemiczny dla Australii.